# Clematis lanuginosa
Clematis lanuginosa es una especie de liana de la familia de las ranunculáceas. Es originaria de China.

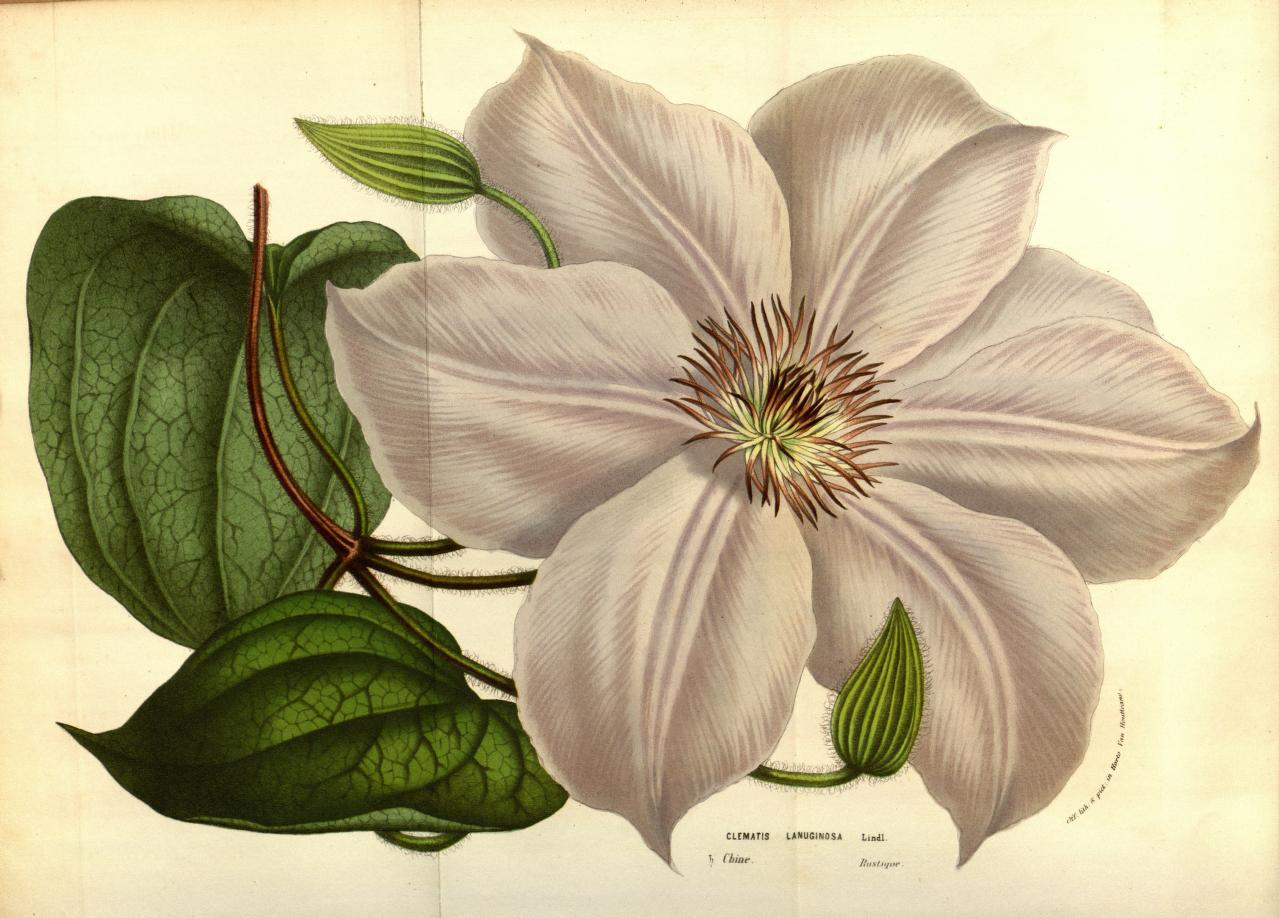
Ilustración

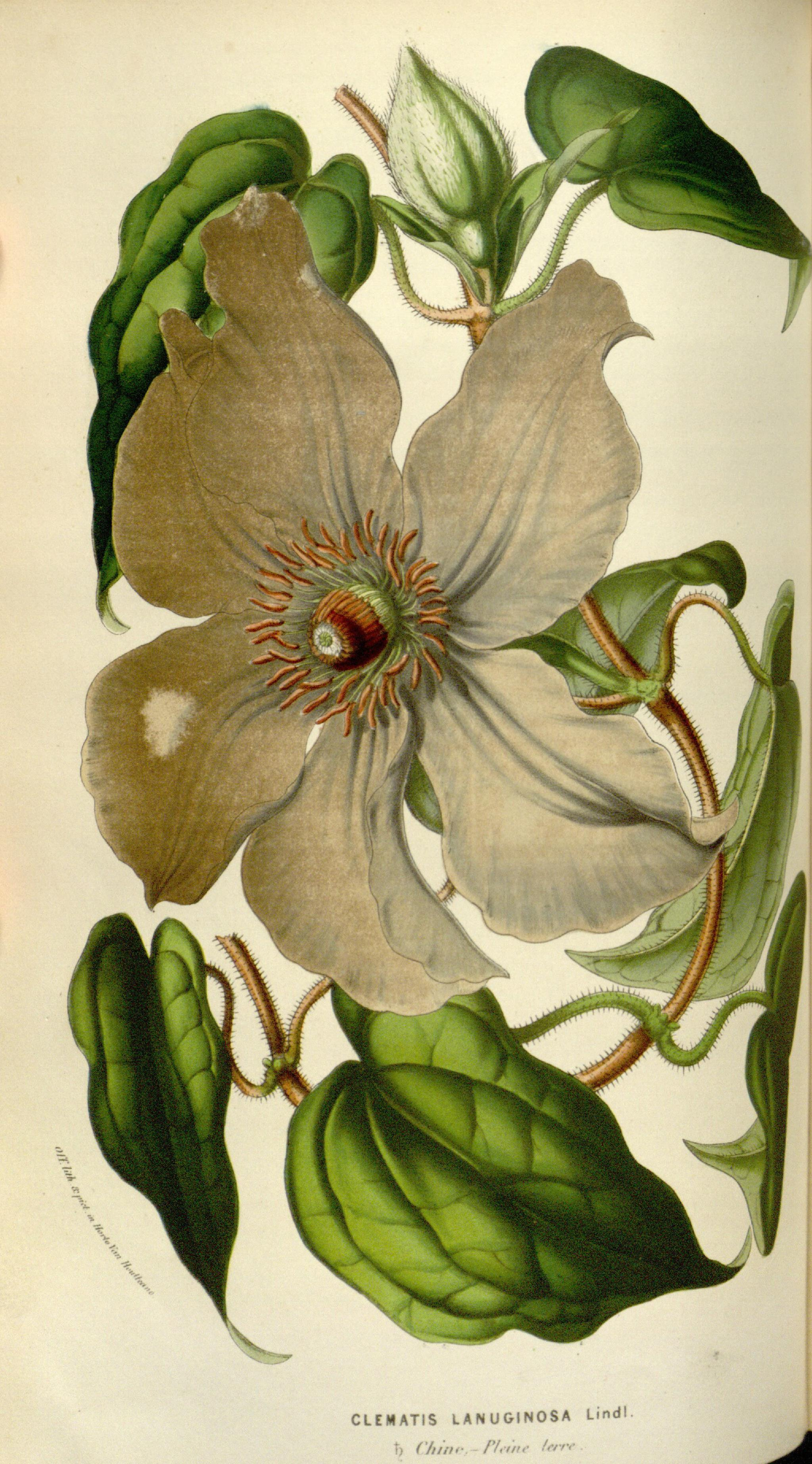
Ilustración

## Descripción
Es un bejuco leñoso. Las ramas indistintamente 6-anguladas. Las hojas generalmente simples, con pecíolo de 4 - 8 cm, pubescente; las láminas de las hojas estrechamente ovadas a cordadas, de 6 - 12 x 3 - 7.5 cm, como de papel, pubescentes abaxialmente y densamente gris, adaxialmente escasamente pubescentes, la base cordada a redondeada, el margen entero y el ápice acuminado; las venas basales en el envés prominentes. Las flores son solitarias, terminales, de 7 a 15 cm de diámetro. Pedicelo 5 - 10 cm, densamente pubescente. Sépalos (5 o) 6, de color púrpura. Los frutos son aquenios de 4 - 5  x 4 (- 6) mm. Fl. junio-julio, fr. Julio-agosto.

## Distribución y hábitat
Se encuentra en al lado de arroyos en los valles, 100 - 400 m s. n. m., en Zhejiang en China.

## Taxonomía
Clematis lanuginosa fue descrita por John Lindley y publicado en Paxton's Flower Garden 3: 107, pl. 94, en el año 1853.
Etimología
Clematis: nombre genérico que proviene del griego klɛmətis. (klématis) "planta que trepa".
lanuginosa: epíteto latino que significa "vellosa".
Híbridos
- Clematis × durandii T.Durand ex Kuntze
- Clematis × lawsoniana Moore & Jackm.
- Clematis × pseudococcinea C.K.Schneid.
- Clematis × rubro-violacea Van Houtte

Sinonimia
- Clematis florida var. lanuginosa (Lindl.) Kuntze	[6]